# Mozarts Plads
Mozarts Plads er en central plads i bydelen Sydhavnen (Kongens Enghave) i København. Pladsen er udformet som en halvcirkel og ligger ud til Borgmester Christiansens Gade.
Pladsen er navngivet i 1934 efter den østrigske komponist Wolfgang Amadeus Mozart, ligesom de øvrige gader i kvarteret bærer markante komponisters navne.
Oprindeligt var der på pladsen en rundkørsel, men den blev nedlagt i de tidlige 1960'ere. Siden blev den et trafikknudepunkt for Københavns sporvogne. Den betjenes pr. juni 2024 af buslinjerne 7A, 9A, 18, 23 og 97N, ligesom Københavns Metros linje M4 har station på pladsen.